# Joe Gomez
Joseph David Gomez (Catford, 23 de maio de 1997) é um futebolista inglês que atua como zagueiro ou lateral. Atualmente joga no Liverpool.

## Carreira
Iniciou sua carreira profissional no Charlton Athletic na temporada 2014–2015, entrando no primeiro time aos 17 anos e jogando uma temporada completa, mas logo chamou a atenção do Liverpool e foi contratado pelos Reds. Com a ausência de Dejan Lovren no começo da temporada 2018–19, tornou-se presença constante no time titular de Jürgen Klopp.
Depois de se estabelecer como titular regular, Gomez lutou contra lesões, mas apareceu na final da Liga dos Campeões da UEFA de 2019, quando o Liverpool venceu a competição. Ele jogou na final da Copa do Mundo de Clubes da FIFA de 2019, com o Liverpool vencendo a competição pela primeira vez na história do clube. Ele fez parte do time que venceu a Premier League de 2019–20, o primeiro título da liga do Liverpool em 30 anos. Gomez representou a Inglaterra em todos os níveis e jogou todos os minutos de todas as partidas quando a Inglaterra venceu o Campeonato Europeu Sub-17 da UEFA de 2014. Ele fez sua estreia pela seleção principal da Inglaterra em novembro de 2017.

## Títulos
Liverpool
- Liga dos Campeões da UEFA: 2018–19
- Supercopa da UEFA: 2019
- Copa do Mundo de Clubes da FIFA: 2019
- Premier League: 2019–20 e 2024–25
- Copa da Liga Inglesa: 2021–22 e  2023–24
- Copa da Inglaterra: 2021–22
- Supercopa da Inglaterra: 2022

### Prêmios individuais
- Seleção do Campeonato Europeu Sub-17: 2014